# Daley Thompson
Pour les articles homonymes, voir Thompson.
Francis Morgan Ayodélé Thompson, communément appelé Daley Thompson (né le 30 juillet 1958 à Notting Hill, Londres) est un athlète britannique spécialiste du décathlon. Champion olympique en 1980 et 1984, champion du monde en 1983, champion d'Europe en 1982 et 1986, et triple vainqueur des Jeux du Commonwealth, Daley Thompson a également amélioré à quatre reprises le record du monde de la discipline. Il est considéré comme l'un des plus grands décathloniens de tous les temps, en témoigne son élection au Panthéon de l'athlétisme de l'IAAF en 2013.

## Biographie
Né d'un père nigérian et d'une mère écossaise, il participe à l'âge de 18 ans à ses premiers Jeux olympiques en 1976, épreuve où il termine 18e du décathlon. En 1978, il remporte les jeux du Commonwealth, mais échoue aux Championnats d'Europe d'athlétisme 1978, n'obtenant que la médaille d'argent.
Dès 1980, il remporte les Jeux olympiques d'été de 1980 de Moscou, battant du même coup le record du monde.
Durant ces années 1980, il affronte un redoutable adversaire, l'allemand de l'Ouest Jürgen Hingsen. Ils battront tour à tour le record du monde, mais, dans les grands championnats, Daley Thompson prendra toujours le dessus, remportant le titre européen 1982, la première édition des Championnats du monde d'athlétisme et enfin un deuxième titre olympique lors des Jeux olympiques d'été de 1984 à Los Angeles. Dans cette dernière épreuve, après une compétition acharnée sur les 7 premières épreuves, il se détache finalement lors du saut à la perche. Il obtiendra lors de ces jeux un nouveau record du monde, celui-ci n'étant validé qu'un an plus tard après un ajustement de la part de l'IAAF.
En 1986, il ajoute deux nouveaux titres à son palmarès: une médaille d'or aux jeux du Commonwealth et une autre aux Championnats d'Europe d'athlétisme 1986, toujours devant son malheureux rival Jürgen Hingsen.
Blessé, il perd sa première compétition depuis neuf ans lors des championnats d'Europe d'athlétisme 1987. Puis, l'année suivante, de nouveau blessé, il ne termine que 4e des Jeux olympiques d'été de 1988.
Il est connu pour son incroyable sens de la compétition, comme le prouve le concours de 1984 : après deux premiers lancers du disque désastreux, et alors que son rival réalise sa meilleure performance personnelle, il réalise un troisième lancer qui le replace en tête.
Mais il est également connu pour son énorme caractère, refusant par exemple d'être porte-drapeau aux jeux du Commonwealth, prétextant que la cérémonie allait réduire ses chances de victoire.
Il fut le premier sportif à avoir un jeu vidéo à son nom.

## Palmarès
Jusqu'en 1984 les points sont calculés avec les anciennes tables de cotation.
| Date | Compétition                   | Lieu        | Place | Épreuve   | Perf.        |
| ---- | ----------------------------- | ----------- | ----- | --------- | ------------ |
| 1976 | Jeux olympiques               | Montréal    | 18e   | Décathlon | 7 436 pts    |
| 1977 | Championnats d'Europe juniors | Donetsk     | 1er   | Décathlon | 7 647 pts    |
| 1977 | Championnats d'Europe juniors | Donetsk     | 3e    | 4 × 400 m | 3 min 09 s 5 |
| 1978 | Jeux du Commonwealth          | Edmonton    | 1er   | Décathlon | 8 467 pts    |
| 1978 | Championnats d'Europe         | Prague      | 2e    | Décathlon | 8 289 pts    |
| 1980 | Jeux olympiques               | Moscou      | 1er   | Décathlon | 8 495 pts    |
| 1982 | Jeux du Commonwealth          | Brisbane    | 1er   | Décathlon | 8 410 pts    |
| 1982 | Championnats d'Europe         | Athènes     | 1er   | Décathlon | 8 743 pts    |
| 1983 | Championnats du monde         | Helsinki    | 1er   | Décathlon | 8 666 pts    |
| 1984 | Jeux olympiques               | Los Angeles | 1er   | Décathlon | 8 798 pts    |
| 1986 | Jeux du Commonwealth          | Édimbourg   | 1er   | Décathlon | 8 663 pts    |
| 1986 | Jeux du Commonwealth          | Édimbourg   | 2e    | 4 × 100 m | 39 s 19      |
| 1986 | Championnats d'Europe         | Stuttgart   | 1er   | Décathlon | 8 811 pts    |
| 1986 | Championnats d'Europe         | Stuttgart   | 3e    | 4 × 100 m | 38 s 71      |
| 1987 | Championnats du monde         | Rome        | 9e    | Décathlon | 8 124 pts    |
| 1988 | Jeux olympiques               | Séoul       | 4e    | Décathlon | 8 306 pts    |

## Records

### Records du monde battus
- record du monde du décathlon avec 8 648 points à Moscou en 1980
- record du monde du décathlon avec 8 730 points à Götzis en 1982
- record du monde du décathlon avec 8 774 points à Athènes en 1982
- record du monde du décathlon avec 8 847 points à Los Angeles en 1984

### Records personnels
| Épreuve           | Perf.        | Date | Lieu        |
| ----------------- | ------------ | ---- | ----------- |
| 100 m             | 10 s 26      | 1986 | Stuttgart   |
| Saut en longueur  | 8,01 m       | 1984 | Los Angeles |
| Lancer du poids   | 16,10 m      | 1984 | Walnut      |
| Saut en hauteur   | 2,11 m       | 1980 | Götzis      |
| 400 m             | 46 s 86      | 1982 | Götzis      |
| 110 m haies       | 14 s 04      | 1986 | Stuttgart   |
| Lancer du disque  | 49,10 m      | 1986 | Stanford    |
| Saut à la perche  | 5,25 m       | 1986 | Londres     |
| Lancer du javelot | 65,38 m      | 1980 | Götzis      |
| 1 500 m           | 4 min 20 s 3 | 1976 | Cwmbran     |